# Flotabilitate
Flotabilitatea sau starea de plutire este una din principalele calități nautice ale navei. Reprezintă capacitatea acesteia de a pluti cu o încărcătură dată și la un pescaj determinat de legea echilibrului dintre greutatea navei și aceea a volumului de apă dezlocuit de partea sa imersă (forța arhimedică). Acest echilibru se exprimă prin formula: 
G = V • d,
în care: 

G este greutatea navei; 

V este volumul operei vii (carenei); 

d este densitatea apei. 

Orice navă dispune de o flotabilitate efectivă, asigurată de volumul etanș al carenei corespunzător liniei de plutire de plină încărcare, care se consumă prin încărcătura de transportat, și de o rezervă de flotabilitate, asigurată de spațiul etanș al operei moarte determinat de bordul liber și destinată siguranței în navigație pe mare agitată sau în cazuri de inundare parțială a navei.

Forțele care acționează asupra navei:
G = centrul de greutate
C = centrul de carenă
P = greutatea navei
D = deplasamentul = forța de flotabilitate

Rezultanta forțelor de flotabilitate are punctul de aplicație în centrul de flotabilitate, care este centrul de carenă. Centrul de carenă, denumit și centrul de presiune, este  punctul de aplicație al forței arhimedice.
Pentru ca o navă să plutească în stare de echilibru este necesar să fie îndeplinite simultan următoarele două condiții:
- greutatea apei dezlocuite să fie egală cu greutatea navei;
- centrul de greutate al navei și centrul de carenă să se găsească pe aceeași verticală.